# Fluxo de energia

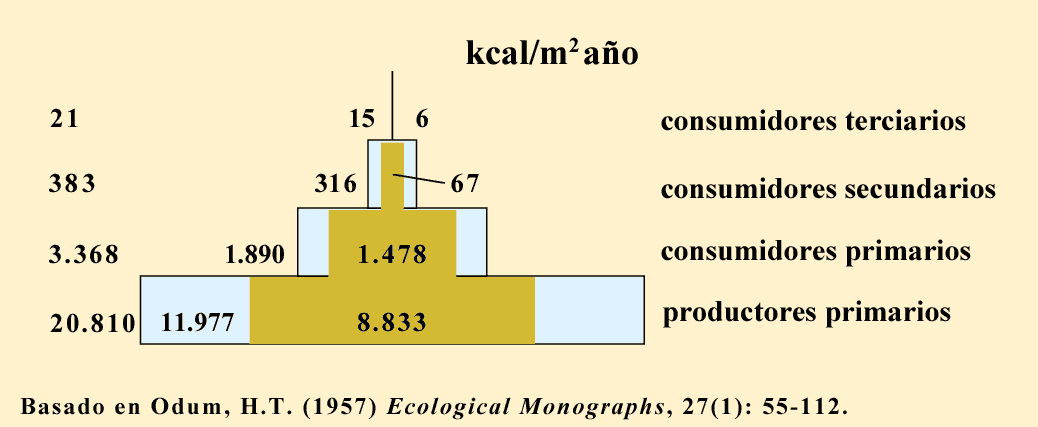
Pirâmide de energia de uma comunidade aquática. Em ocre, a produção líquida de cada nível; em azul, respiração. A soma à esquerda é a energia assimilada.

Fluxo de energia é uma análise quantitativa da energia que flui em determinada cadeia alimentar, geralmente medida em quilocalorias por metro quadrado. Ele pode ser analisado da seguinte maneira: parte da energia da presa não é assimilada pelo predador. Ela corresponde ao material não digerível, que será disponibilizado para os decompositores. A eficiência da transferência de energia entre níveis tróficos também é reduzida devido a táticas de fuga da presa, ou de defesas químicas das plantas. Cada organismo consome boa parte de sua energia disponível em suas próprias atividades metabólicas, reduzindo a quantidade de energia disponível para os níveis tróficos superiores. Outra parte da energia de um sistema é simplesmente dissipada na forma de fedor e urina.
Elementos e compostos químicos são essenciais para o processo da vida. Todos os organismos vivos necessitam e gastam diariamente sua energia. Sendo assim, esta energia será recomposta através da extração de substâncias químicas existentes em seu ambiente para que consigam se manter e para usá-la por um período antes que as percam novamente.
O grande componente da matéria viva é a água. As demais substâncias são compostas principalmente de carbono, sendo esta a maneira de melhor se armazenar e acumular energia. O carbono segue uma rota de energia que será gradualmente consumida e defecada, assimilada ou usada durante o metabolismo, durante o qual a energia da sua molécula é liberada em forma de calor.
Pode-se perceber que são vários os fatores que propiciam a diminuição do fluxo de energia através de cada nível trófico, conforme o nível trófico aumenta.
A pirâmide de energia consiste em representar graficamente as taxas de fluxo energético entre vários níveis tróficos. Pode-se perceber, então, que a pirâmide de energia sempre possui uma base maior, que representa os seres autótrofos, e a cada nível fica mais estreita, pois representa um ser heterótrofo distinto da cadeia alimentar.
Há uma grande relação entre vegetação e fluxo de energia, sendo este último dependente do primeiro. Isso ocorre porque o nível de radiação solar será controlado pelas peculiaridades do ecossistema a ser analisado, de modo que a interação entre um ser autótrofo e sua matéria-prima seja maior quando a energia do sol se aproxima do chão de forma mais acentuada. Por exemplo, em florestas tropicais, onde a vegetação é mais densa, uma quantidade menor de energia é transferida, pois, como citado anteriormente, a superfície terrestre desse ambiente estará mais protegida dos raios solares.